# Lundaschwelle
Die Lundaschwelle gehört zu den fünf großen afrikanischen Schwellen. Sie befindet sich im Norden von Angola und im Westen von Sambia in Zentralafrika und ragt bis zu 1500 m hoch auf.

## Geographie
Im Norden geht die Schwelle in das weitläufige Kongobecken und im Nordosten in das Mitumba-Gebirge über. Im Osten schließt sich das Muchinga-Gebirge an und daran die Zentralafrikanische Schwelle; daher wird dieses Gebirge mal als Teil der einen oder mal als Teil der anderen Schwelle bezeichnet. In Richtung Süden fällt das Gelände über das Tal des Sambesi zum Okawangobecken hin ab. Im Südwesten und Westen geht die Lundaschwelle in das Hochland von Bié über.

## Größte Flüsse
- Kwanza (Kuanza) – in Richtung Nordwesten
- Kwango (Kuango), Kwilu, Kasai (Kassai), Lualaba/Kongo – in Richtung Norden
- Cuando (Kuando) – in Richtung Südosten
- Sambesi – in Richtung Süden/Südosten
- Nach Westen fließen keine Flüsse, weil die Schwelle dort in das Hochland von Bié übergeht